# Olof Frenzel
Olof Frenzel, född Curt-Olof Sigvard Christian Frenzel 25 januari 1933, Blankenhagen i Tyskland, död 19 oktober 2013, var en svensk skådespelare och perukmakare. 

## Filmografi
- 1952 – För min heta ungdoms skull
- 1952 – Säg det med blommor
- 1955 – Våld
- 1956 – Rasmus, Pontus och Toker
- 1966 – Syskonbädd 1782
- 1967 – Trettondagsafton

## Teater

### Roller
| År   | Roll        | Produktion                                                                                                | Regi                 | Teater               |
| ---- | ----------- | --- | -------------------- | -------------------- |
| 1955 |             | Spela min källa Axel Strindberg                                                                           | Kurt-Olof Sundström  | Ronneby brunn        |
| 1955 |             | Don Quijote – Riddaren av den sorgliga skepnaden Wulf Leisner                                             | Lars-Erik Liedholm   | Teatern i Gamla stan |
| 1956 |             | Job Klockmakares dotter Sara Lidman                                                                       | Gösta Terserus       | Riksteatern          |
| 1959 | Fly         | Ungdoms ljuva fågel Tennessee Williams                                                                    | Per Gerhard          | Vasateatern          |
| 1962 |             | Pappa, pappa, stackars pappa, mamma har hängt dig i garderoben och jag känner mig så nere Arthur L. Kopit | Hans Lagerkvist      | Idéonteatern         |
| 1962 | Medverkande | Dax igen Povel Ramel                                                                                      | Herman Ahlsell       | Idéonteatern Turné   |
| 1964 |             | Den stora effekten Robert Dhery                                                                           | Stig Ossian Eriksson | Idéonteatern         |
| 1964 | Medverkande | Nya ryck i snöret, revy Emil Norlander, Povel Ramel, Beppe Wolgers                                        | Åke Falck            | Idéonteatern         |